# Список самых высоких зданий Берлина
Ниже представлен список зданий города Берлин (Германия) высотой 100 и более метров, таковых на 2023 год насчитывается 11 штук. Самое высокое здание города — Edge East Side Tower высотой 142 метра. В данный список включены только здания, но не сооружения, об этом см. статью Список самых высоких сооружений Берлина.
В список включены уже построенные здания, а также здания, чьё строительство ещё не завершено, но они уже достигли своей максимальной расчётной высоты.

## Список
Сортировка по убыванию высоты. В столбце «Высота» указана архитектурная высота, то есть без антенн, флагштоков, громоотводов и прочих легко демонтируемых конструкций. Знак равенства = после порядкового номера означает, что здания имеют одинаковую высоту с точностью до 0,1 м.
| № п/п | Название                                   | Фото | Высота, м | Надземных этажей | Год окончания строительства | Примечания, ссылки                               |
| ----- | ------------------------------------------ | ---- | --------- | ---------------- | --------------------------- | ------------------------------------------------ |
| 1     | Edge East Side Tower                       |      | 142       | 36               | 2023                        |                                                  |
| 2=    | Park Inn by Radisson Berlin Alexanderplatz |      | 125       | 41               | 1970                        | Высота с учётом антенны составляет 149,5 метров. |
| 2=    | Hochhaus Treptower                         |      | 125       | 32               | 1998                        | Высота с учётом антенны составляет 127,5 метров. |
| 4     | Upper West                                 |      | 118,8     | 33               | 2017                        |                                                  |
| 5     | Steglitzer Kreisel                         |      | 118,5     | 30               | 1980                        |                                                  |
| 6     | Zoofenster                                 |      | 118       | 33               | 2012                        |                                                  |
| 7     | Atrium Tower                               |      | 106       | 22               | 1997                        |                                                  |
| 8     | Кудамм-каре                                |      | 102       | 23               | 1974                        |                                                  |
| 9     | Kollhoff-Tower                             |      | 101       | 25               | 1999                        |                                                  |
| 10=   | Пирамида                                   |      | 100       | 23               | 1994                        |                                                  |
| 10=   | Deutsche Rentenversicherung Bund           |      | 100       | 23               | 1976                        |                                                  |

В данном списке отсутствуют здания «Европа-Центр» (архитектурная высота 86 м, высота с учётом антенны 103 м) и Bahntower (архитектурная высота 94 метра, высота с учётом антенны также 103 м).